# Янтарь-4КС1
Янтарь-4КС1 (индекс ГУКОС — 11Ф694, код проекта «Терилен») — серия советских спутников видовой разведки, на которых впервые (из советских космических аппаратов) была установлена оптико-электронная цифровая фотокамера, что позволило принимать изображение с космического аппарата (КА) практически сразу после съёмки. До этого снимки на советских спутниках видовой разведки производились на широкоформатную плёнку, которая доставлялась на Землю в спускаемых аппаратах (СА) спустя несколько дней или недель с момента съёмки.
Разработан в «ЦСКБ-Прогресс» (г. Самара). КА этой серии эксплуатировались с 1982 по 1989 год, и постепенно были заменены более совершенными спутниками Янтарь-4КС1М «Неман».

## Разработка
Проблема ограниченного запаса плёнки на борту КА и сложный и медленный процесс доставки отснятой плёнки на Землю, присущие первому поколению КА видовой разведки, подтолкнули к созданию новых разведывательных КА, где отснятые снимки передавались по радиоканалу сразу же после съёмки.
Тем не менее, их создание стало очень непростой задачей. Главная проблема лежала в низком разрешении видиконов (передающих телевизионных трубок), которые в то время использовались как оптико-электронные преобразователи. Для её решения, был найден новый подход, использующий «прибор с зарядовой связью» (ПЗС), что позволило увеличить разрешение в десятки раз.
После представления идеи министру обороны СССР Д. Ф. Устинову, было решено создать новый космический комплекс оптико-электронного наблюдения со снятием видеоинформации в масштабе времени, близком к реальному. Так как такой спутник, названный «Янтарь-4КС1», большую часть времени должен был бы находиться за пределами видимости с советской территории, передача видеоинформации должна была производиться через геостационарный спутник-ретранслятор (СР) «Гейзер».
Для ускорения создания нового КА в ЦСКБ было предложено использовать в качестве конструктивно-аппаратурной базы для него КА «Янтарь-2К».
Принципиально новой проблемой стало создание широкополосной линии передачи информации на Землю, так как для этого нужно было создать два канала связи: «Янтарь-4КС1» — СР «Гейзер» и СР «Гейзер» — Земля. Для линии «Янтарь-4КС1» — СР «Гейзер» пришлось использовать сложные антенны на базе активной фазированной антенной решётки (АФАР) для обеспечения быстрого взаимного наведения антенн спутников.
Также было создано бортовое запоминающее устройство емкостью до {\displaystyle 2\times 10^{11}} бит основанное на накопителях на магнитной ленте.
Первый запуск КА «Янтарь-4КС1» состоялся 28 декабря 1982 года. После многочисленных тестов было решено внести различные улучшения в первый КА. Среди них были увеличение разрешения системы и установка инфракрасного оборудования для возможности работы в теневой части витка.
КА «Янтарь-4КС1» № 2 не изготавливался, так как сразу приступили к разработке и изготовлению КА «Янтарь-4КС1» № 3, который был успешно запущен в мае 1984 года. 21 января 1986 года комплекс был принят в эксплуатацию.

## Конструкция

### Оптическая система
На серийных КА «Янтарь-4КС1» (всех, кроме первого) в качестве оптической аппаратуры использовалась аппаратура «Жемчуг-20» разработки ЦКБ «Красногорский завод» с объективом «Актиний-4А». В фокальной плоскости объектива располагался оптико-электронный преобразователь на основе ПЗС с размером фоточувствительных элементов матрицы 21x24 мкм. «Жемчуг-20» имела систему автоматической фокусировки, а также блок сменных нейтральных светофильтров для ступенчатого ослабления экспозиции.

### Система ретрансляции
Система ретрансляции КА «Янтарь-4КС1» состояла из двух частей: «Сплав-1» на КА «Янтарь-4КС1», «Сплав-2» на геостационарном КА «Гейзер».
Комплекс аппаратуры «Сплав-1» в свою очередь состоял из трёх частей:
- Системы приема и преобразования изображения, состоявшей из блоков оптико-электронного (ОЭП) и аналого-цифрового преобразований (АЦП). Аналоговый видеосигнал из блока ОЭП поступал в блок АЦП, где преобразовывался в цифровой код;
- Подсистемы накопления и формирования информации, где цифровые изображения записывались на накопитель на магнитной ленте;
- Подсистемы радиосвязи, которая передавала изображения через СР «Гейзер» потребителям информации.

## Список запусков КА «Терилен» и КА «Неман»
Так как КА Янтарь-4КС1 «Терилен» и его усовершенствованная модификация КА Янтарь-4КС1М «Неман» в течение некоторого времени запускались поочерёдно, они приведены в одной сводной таблице.
| Список запусков КА Янтарь-4КС1 «Терилен» и КА Янтарь-4КС1М «Неман» | Список запусков КА Янтарь-4КС1 «Терилен» и КА Янтарь-4КС1М «Неман» | Список запусков КА Янтарь-4КС1 «Терилен» и КА Янтарь-4КС1М «Неман» | Список запусков КА Янтарь-4КС1 «Терилен» и КА Янтарь-4КС1М «Неман» | Список запусков КА Янтарь-4КС1 «Терилен» и КА Янтарь-4КС1М «Неман» | Список запусков КА Янтарь-4КС1 «Терилен» и КА Янтарь-4КС1М «Неман» | Список запусков КА Янтарь-4КС1 «Терилен» и КА Янтарь-4КС1М «Неман» | Список запусков КА Янтарь-4КС1 «Терилен» и КА Янтарь-4КС1М «Неман» |
| Обозначение                                                        | Тип                                                                | Время запуска (GMT)                                                | Ракета-носитель                                                    | SCN/NSSDC ID                                                       | Сведён с орбиты/Разрушился                                         | Срок службы, дней                                                  | Серийный номер, примечания                                         |
| ------------------------------------------------------------------ | ------------------------------------------------------------------ | ------------------------------------------------------------------ | ------------------------------------------------------------------ | ------------------------------------------------------------------ | ------------------------------------------------------------------ | ------------------------------------------------------------------ | ------------------------------------------------------------------ |
| Космос-1426                                                        | Терилен № 11                                                       | 28.12.1982                                                         | Союз-У                                                             | 13745 / 1982-120A                                                  | 05.03.1983                                                         | 67                                                                 | Первый спутник серии «Терилен»                                     |
| Космос-1552                                                        | Терилен № 13                                                       | 14.05.1984                                                         | Союз-У                                                             | 14971 / 1984-045A                                                  | 03.11.1984                                                         | 173                                                                |                                                                    |
| Космос-1643                                                        | Терилен №                                                          | 25.03.1985                                                         | Союз-У                                                             | 15634 / 1985-026A                                                  | 18.10.1985                                                         | 207                                                                |                                                                    |
| Космос-1731                                                        | Неман № 11                                                         | 07.02.1986                                                         | Союз-У                                                             | 16589 / 1986-013A                                                  | 03.10.1986                                                         | 238                                                                | Первый спутник серии «Неман»                                       |
| Космос-1770                                                        | Терилен №                                                          | 06.08.1986                                                         | Союз-У                                                             | 16897 / 1986-060A                                                  | 02.02.1987                                                         | 180                                                                |                                                                    |
| Космос-1810                                                        | Неман № 12                                                         | 26.12.1986                                                         | Союз-У                                                             | 17262 / 1986-102A                                                  | 11.09.1987                                                         | 259                                                                |                                                                    |
| Космос-1836                                                        | Терилен №                                                          | 16.04.1987                                                         | Союз-У                                                             | 17876 / 1987-033A                                                  | 02.12.1987                                                         | 230                                                                |                                                                    |
| Космос-1881                                                        | Терилен №                                                          | 11.09.1987                                                         | Союз-У                                                             | 18343 / 1987-076A                                                  | 30.03.1988                                                         | 201                                                                |                                                                    |
| Космос-1936                                                        | Терилен №                                                          | 30.03.1988                                                         | Союз-У                                                             | 19015 / 1988-027A                                                  | 18.05.1988                                                         | 49                                                                 |                                                                    |
| Космос-(1958)                                                      | Терилен №                                                          | 09.07.1988                                                         | Союз-У                                                             |                                                                    |                                                                    |                                                                    | Неудача                                                            |
| Космос-(1979)                                                      | Неман № 13                                                         | 11.11.1988                                                         | Союз-У                                                             |                                                                    |                                                                    |                                                                    | Неудача                                                            |
| Космос-2007                                                        | Терилен №                                                          | 23.03.1989                                                         | Союз-У                                                             | 19900 / 1989-024A                                                  | 22.09.1989                                                         | 183                                                                | Последний спутник серии «Терилен»                                  |
| Космос-2049                                                        | Неман № 15                                                         | 17.11.1989                                                         | Союз-У                                                             | 20320 / 1989-088A                                                  | 19.06.1990                                                         | 214                                                                |                                                                    |
| Космос-2072                                                        | Неман № 14                                                         | 14.04.1990                                                         | Союз-У                                                             | 20568 / 1990-033A                                                  | 22.11.1990                                                         | 223                                                                |                                                                    |
| Космос-2113                                                        | Неман № 19                                                         | 21.12.1990                                                         | Союз-У                                                             | 21026 / 1990-113A                                                  | 11.06.1991                                                         | 172                                                                |                                                                    |
| Космос 2153                                                        | Неман № 16                                                         | 10.07.1991                                                         | Союз-У                                                             | 21560 / 1991-049A                                                  | 13.03.1992                                                         | 247                                                                |                                                                    |
| Космос 2183                                                        | Неман № 18                                                         | 08.04.1992                                                         | Союз-У                                                             | 21928 / 1992-018A                                                  | 16.02.1993                                                         | 314                                                                |                                                                    |
| Космос 2223                                                        | Неман № 20                                                         | 09.12.1992                                                         | Союз-У                                                             | 22260 / 1992-087A                                                  | 16.12.1993                                                         | 372                                                                |                                                                    |
| Космос 2267                                                        | Неман № 17                                                         | 05.11.1993                                                         | Союз-У                                                             | 22904 / 1993-071A                                                  | 28.12.1994                                                         | 418                                                                |                                                                    |
| Космос 2280                                                        | Неман № 23                                                         | 28.04.1994                                                         | Союз-У                                                             | 23095 / 1994-025A                                                  | 10.03.1995                                                         | 309                                                                |                                                                    |
| Космос 2305                                                        | Неман № 21                                                         | 29.12.1994                                                         | Союз-У                                                             | 23453 / 1994-088A                                                  | 18.12.1995                                                         | 354                                                                |                                                                    |
| Космос 2320                                                        | Неман № 22                                                         | 29.09.1995                                                         | Союз-У                                                             | 23674 / 1995-051A                                                  | 28.09.1996                                                         | 365                                                                |                                                                    |
| Космос 2359                                                        | Неман № 24                                                         | 25.06.1998                                                         | Союз-У                                                             | 25376 / 1998-039A                                                  | 12.07.1999                                                         | 382                                                                |                                                                    |
| Космос 2370                                                        | Неман № 25                                                         | 03.05.2000                                                         | Союз-У                                                             | 26354 / 2000-023A                                                  | 04.05.2001                                                         | 366                                                                |                                                                    |